# Triabunna
Triabunna ist eine Kleinstadt im Südosten des australischen Bundesstaates Tasmanien. Das Verwaltungszentrum der Local Government Area Glamorgan Spring Bay Municipality liegt 84 km nordöstlich von Hobart an der Ostküste der Insel. Triabunna entstand an der Mündung des MacCleans Creek und des Vickerys Rivulet in die Spring Bay. Der Tasman Highway (A3) führt durch die Stadt. Bei der Volkszählung 2016 wurde die Einwohnerzahl vom 749 festgestellt.
Die ca. 5 km südlich des Stadtzentrums gelegene Wohn- und Villensiedlung Louisville gilt als “Satellitenstadt” von Triabunna.

## Geschichte
Der Name 'Triabunna' ist die Bezeichnung der tasmanischen Aborigines für das endemische Tasmanische Pfuhlhuhn. Die Stadt wurde 1830 als Kaserne für das 63. Regiment und später für das 51. Regiment gegründet und einige Zeit lang Triabunna Home.

## Freizeit und Sport
Triabunna ist eine sehenswerte Stadt, umgeben von Stränden, Hügeln und Eukalyptushainen. In der Gegend finden sich viele historische Gebäude aus der Kolonialzeit. Von Triabunna aus hat man einen schönen Blick auf Maria Island, das man nach kurzer Fährfahrt erreichen kann.
Das Wetter an der Ostküste Tasmaniens ist besonders mild. Triabunna ist für seine warmen, sonnigen Sommer bekannt und eignet sich daher gut als Ferienziel und Ruhesitz. Die schönen, gut zugänglichen Strände machen die Stadt interessant für Wassersportler, die fischen, segeln, surfen oder tauchen. Triabunna besitzt auch Einrichtungen für Tennis, Cricket, Golf und australischen Football. Auch Wanderungen durch die angrenzenden Wälder sind beliebt.

## Galeriebilder

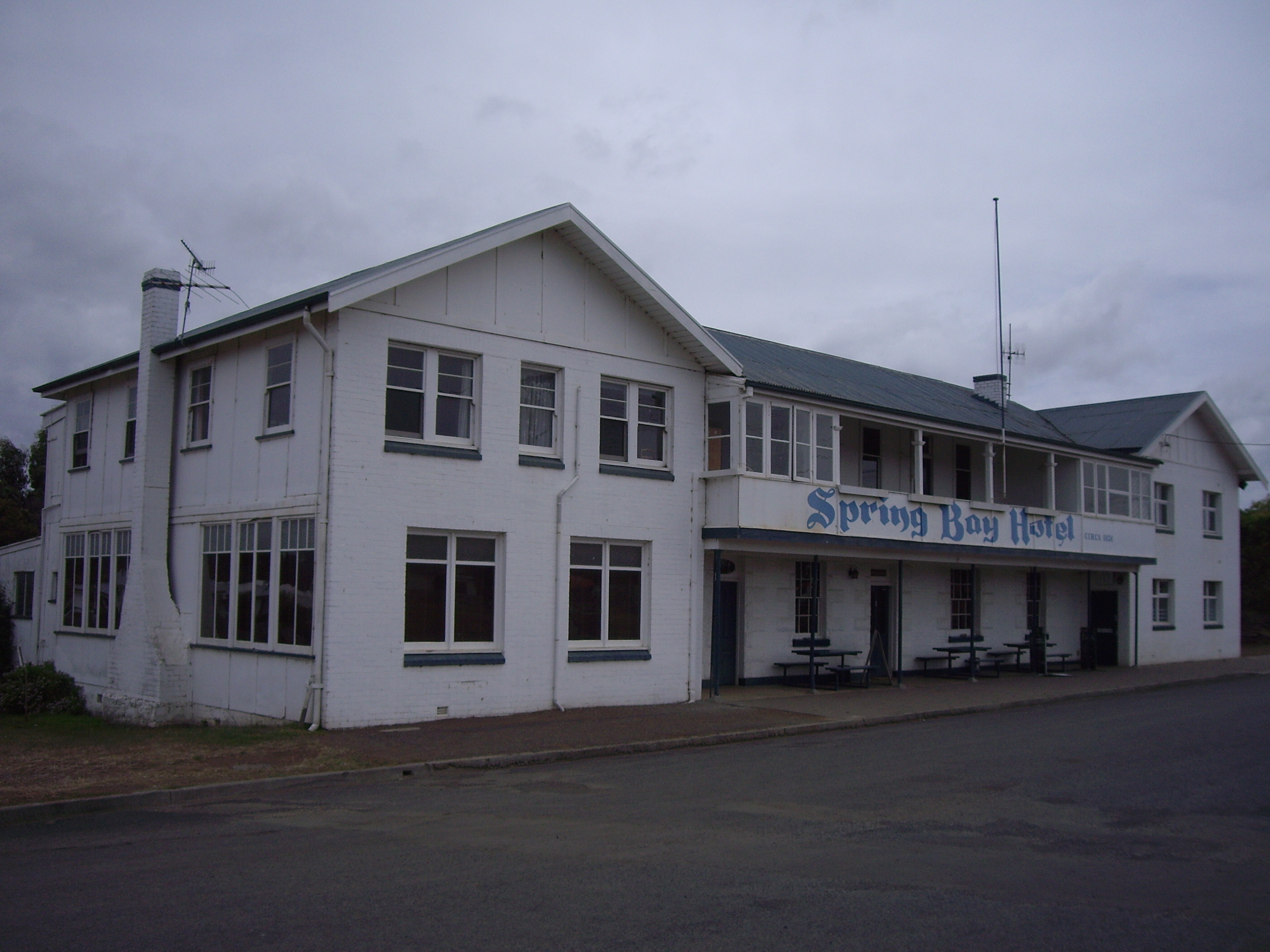
Spring Bay Hotel, Triabunna
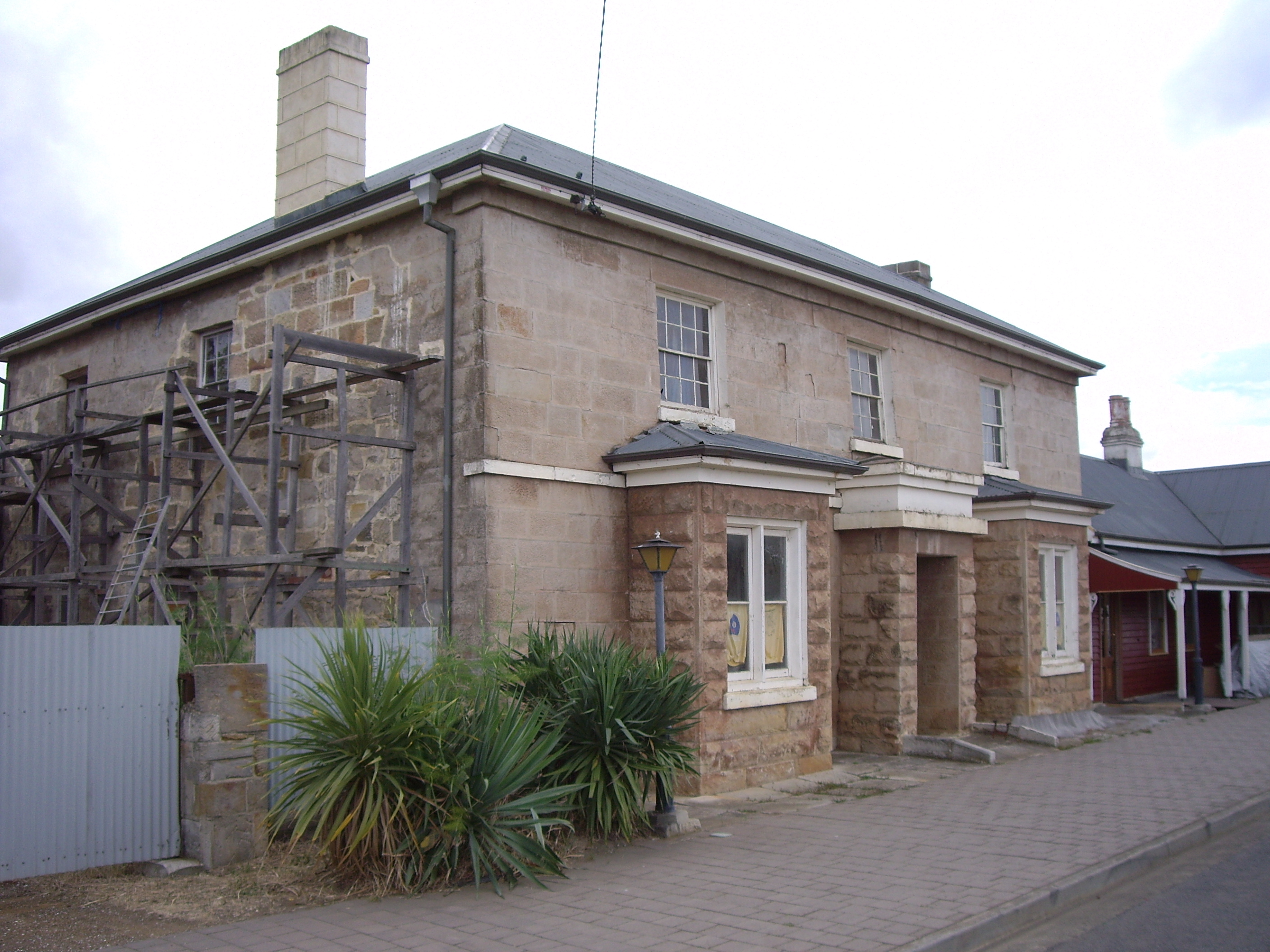
Charles Street in Triabunna